# Ignacy Wodziński (1745–1815)
Ignacy Wodziński herbu Jastrzębiec (ur. 1745, zm. 1815) – generał major od 1791, od 1793 generał-lejtnant, komendant Szkoły Rycerskiej w latach 1793-1794, uczestnik insurekcji kościuszkowskiej, wolnomularz. W 1794 odznaczony Orderem Orła Białego, w 1790 został kawalerem Orderu Świętego Stanisława.
Od 1777 był adiutantem Stanisława Augusta Poniatowskiego, towarzysz jego wygnania w Grodnie.
W XVIII wieku był członkiem loży wolnomularskiej Świątynia Izis.